# Johann Georg von Tübingen
Johann Georg von Tübingen (* 1594 (?); † 3. November 1667), genannt Hansjörg oder Kapitän Tübinger, war der uneheliche Sohn des Grafen Konrad Wilhelm von Tübingen und dessen Haushälterin Juliana und damit letzter männlicher Nachkomme eines einst mächtigen Pfalzgrafengeschlechts.

## Leben
Er scheint in Tübingen aufgewachsen zu sein, da zwei angesehene Bürger der Stadt als Vormünder bekannt sind.
Seine Pfleger versuchten, ihr Mündel durch Herzog Johann Friedrich von Württemberg zu legitimieren, und baten den Ober-Vormund, Jakob von Geroldseck, um Mitwirkung. Dieser hintertrieb jedoch die Legitimation, um einer möglichen Lehens-Sukzession vorzubeugen. Als die Pfleger 1613 mit ihrer Bitte beim Kaiser Matthias direkt vorstellig wurden, schlug auch dieser das Gesuch aus. Auch seine Stiefmutter, die Gräfin Anastasia von Leiningen-Westerburg, wird mit Forderungen an das Haus Württemberg bedrängt (s. o.)
Nach dem Besuch der Universität fand Johann Georg eine Anstellung beim kriegswesen und zeigte sich dabei dapfer und mannhaft.
- 1624 wurde er württembergischer Major von Haus aus, heiratete Maria Entzlin (Enßlin), die Tochter des ehemaligen württembergischen Kanzlers (verschwägert mit den führenden Familien Württembergs) und nannte sich ab diesem Zeitpunkt von Tübingen (statt Tübinger)
- 1630 erreichte er von der württembergischen Regierung seine Legitimation als Nachkomme der Grafen von Tübingen, dann eine Erhebung in den Reichs-Adelsstand und führte ab sofort das Wappen seiner gräflichen Vorfahren[3]; auch wird er zum Kommandanten des Schlosses Hohentübingen bestellt.
- 1634 musste er die ihm anvertraute Festung kampflos an einen Offizier des Herzogs von Lothringen übergeben, da er nur 70 Bürger zur Besatzung hatte. Die Universität bezeugte ihm auch, dass er das Schloss nur auf ihr und der Stadt inständiges Zureden übergeben hatte; trotz aller Rechtfertigungsschriften scheint dies seine weitere Karriere verhindert zu haben.
- 1642 bewarb er sich um das akademische Bürgerrecht für sich und seine Familie.

Johann Georg überlebte – mit Ausnahme der Tochter Sabina Maria, die mit Christoph Engelhardt verheiratet war, 10 Kinder gebar und am 1. Februar 1674 in Entringen begraben wurde – alle seine sieben Kinder und starb am 3. November 1667 ohne (männliche) Nachkommen. Noch am Ende des 19. Jahrhunderts halten sich in Tübingen Gerüchte, Nachkommen des 'Kapitäns Tübinger' wohnten in der Altstadt. (Eifert 1849, S. 93)